# Click and Boat
Click and Boat (gestileerd als Click&Boat) is een online-platform voor bootverhuur, gevestigd in Parijs. De van Franse origine startup is opgericht in 2013 door Edouard Gorioux en Jérémy Bismuth. Het bootverhuurplatform is gebaseerd op het model van de deeleconomie, waardoor particuliere en professionele booteigenaren hun boten kunnen verhuren aan vakantiegangers, watersporters en zeilliefhebbers.
In augustus 2020 telde Click&Boat meer dan 40.000 geregistreerde boten in Europa en de rest van de wereld. Het platform is toegankelijk voor ruim 400.000 geregistreerde gebruikers. De website en app zijn beschikbaar in het Nederlands, Engels, Frans, Duits, Spaans, Zweeds, Portugees, Italiaans, Russisch, Grieks, Pools en Zweeds.

## Geschiedenis
Jérémy Bismuth en Edouard Gorioux, twee Franse ondernemers, hebben Click&Boat opgericht in 2013, waarna de website in december 2013 live ging. In april 2014 heeft de startup €200.000 groeigeld opgehaald via particuliere investeerders In juni 2014 waren meer dan 500 boten van particuliere verhuurders in Frankrijk en Europa beschikbaar op het platform.
In november 2017 kondigde Click&Boat aan het platform ook open te stellen voor professionele bootverhuurbedrijven, met als doel 30.000 boten aan te kunnen bieden tegen het eind van 2018.
In januari 2018 werd François Gabart aandeelhouder en officiële sponsor.
In juni 2018 haalde Click&Boat 4 miljoen euro groeigeld op van eerdere investeerders om de internationale ontwikkeling te kunnen versnellen. Na Frankrijk zijn Italië, Spanje en de Verenigde Staten de grootste markten. Het bedrijf is sinds augustus 2018 actief op de Nederlandse markt.
In 2019 werden nieuwe kantoren geopend in Miami en Marseille, als aanvulling op het hoofdkantoor in Boulogne-Billancourt. Ook werd dat jaar Océans Evasion en reisbureau Océans Voyages overgenomen.
In 2020 nam Click&Boat achtereenvolgens Scansail in Duitsland en Nautal in Spanje over.
In 2021 kreeg Click&Boat een investering van investeringsmaatschappij Permira en ging het bedrijf een samenwerking aan met Boats Group, een online-marktplaats voor boten waar het Nederlands botentekoop.nl ook onderdeel van is. De investering en samenwerking dienen de positie van Click&Boat als marktleider te verstevigen en het bedrijf te helpen de Noord-Amerikaanse markt te betreden.

## Concept
Het concept van Click&Boat is gebaseerd op de deeleconomie en verbindt particuliere en professionele booteigenaren met potentiële particuliere bootverhuurders. Het principe voor de eigenaar is om de boot rendabel te maken. Het idee ontstond toen de exploitanten merkten dat boten gemiddeld slechts 10 dagen per jaar werden gebruikt en tegelijkertijd hoge onderhoudskosten hadden voor de eigenaren. Net als zoals Airbnb kunnen particuliere booteigenaren en professionele bootverhuurbedrijven hun boot via het platform verhuren. Zeilboten, motorboten, catamaran, sloepen, woonboten en superjachten zijn te vinden op het platform. Een groot deel van de boten kan ook gehuurd worden met een schipper.